# تفكير مزدوج
التفكير المزدوج مصطلح آتى به جورج أورويل المؤلف البريطاني المشهور في كتابة 1984 معناه أن تحمل الفكرة وتحمل نقيضها في نفس الوقت وله علاقه بالتنافر المعرفي حيث المعتقدات المتناقضة تسبب الصراع في ذهن المرء. التفكير المزدوج أصبحت تستخدم في علم النفس الحديث وعلم الاجتماع.